# Mysella dromanaensis
Mysella dromanaensis is een tweekleppigensoort uit de familie van de Lasaeidae. De wetenschappelijke naam van de soort is voor het eerst geldig gepubliceerd in 1912 door Gatliff & Gabriel.